# Agromyza buhriella
Agromyza buhriella este o specie de muște din genul Agromyza, familia Agromyzidae, descrisă de Erich Martin Hering în anul 1957. Conform Catalogue of Life specia Agromyza buhriella nu are subspecii cunoscute.